# Колено Ахед
«Колено Ахед» — израильский художественный фильм режиссёра Надава Лапида, премьера которого состоялась в июле 2021 года на Каннском кинофестивале. Главные роли в картине сыграли Нур Фибак и Авшалом Полак

## Сюжет
Действие картины происходит в современном Израиле. Главный герой — режиссёр, который прилетает в маленький город в пустыне, чтобы там представить свой очередной фильм. Там он сталкивается с государственной цензурой, к тому же между ним и чиновницей, объяснившей необходимость запретов, возникает сексуальное напряжение.

## В ролях
- Авшалом Полак — Y
- Нур Фибак — Яхалом
- Иорам Хониг — фермер
- Ионатан Куглер — юный Y

## Релиз и оценки
Премьера «Колена Ахед» состоялась в июле 2021 года на Каннском кинофестивале. Некоторые критики отмечают, что фильм получился слишком политизированным. «Структурно, конечно, „Колено“ больше всего напоминает хаотичное месиво из политики, чувств и политики чувств — и прямота запала Лапида может с тонкими настройками отдельных зрителей и не совпадать, — констатирует обозреватель Ленты.ру. — Но чувство киногении режиссёра бесспорно».
На сайте-агрегаторе отзывов Rotten Tomatoes «Колено Ахед» получило рейтинг 75 % при средней оценке 6,7/10. На сайте Metacritic средняя оценка составила 80 из 100, что означает «в целом положительные отзывы».